# Санто Стефано (Кампобасо)
Санто Стефано је насеље у Италији у округу Кампобасо, региону Молизе.
Према процени из 2011. у насељу је живело 342 становника. Насеље се налази на надморској висини од 633 м.